# Banque d'Espagne (Madrid)
Cet article concerne le siège central de la Banque d'Espagne. Pour l'institution, voir Banque d'Espagne.
Le siège central de la Banque d'Espagne est situé à Cortes dans la ville de Madrid, à l'emplacement de l'ancien Palais de Alcañices (es), dans un bâtiment déclaré bien culturel, avec des façades sur la place de Cybèle, la rue d'Alcalá, le Paseo del Prado, la Calle de los Madrazo (es) et la Calle del Marqués de Cubas.

## Histoire

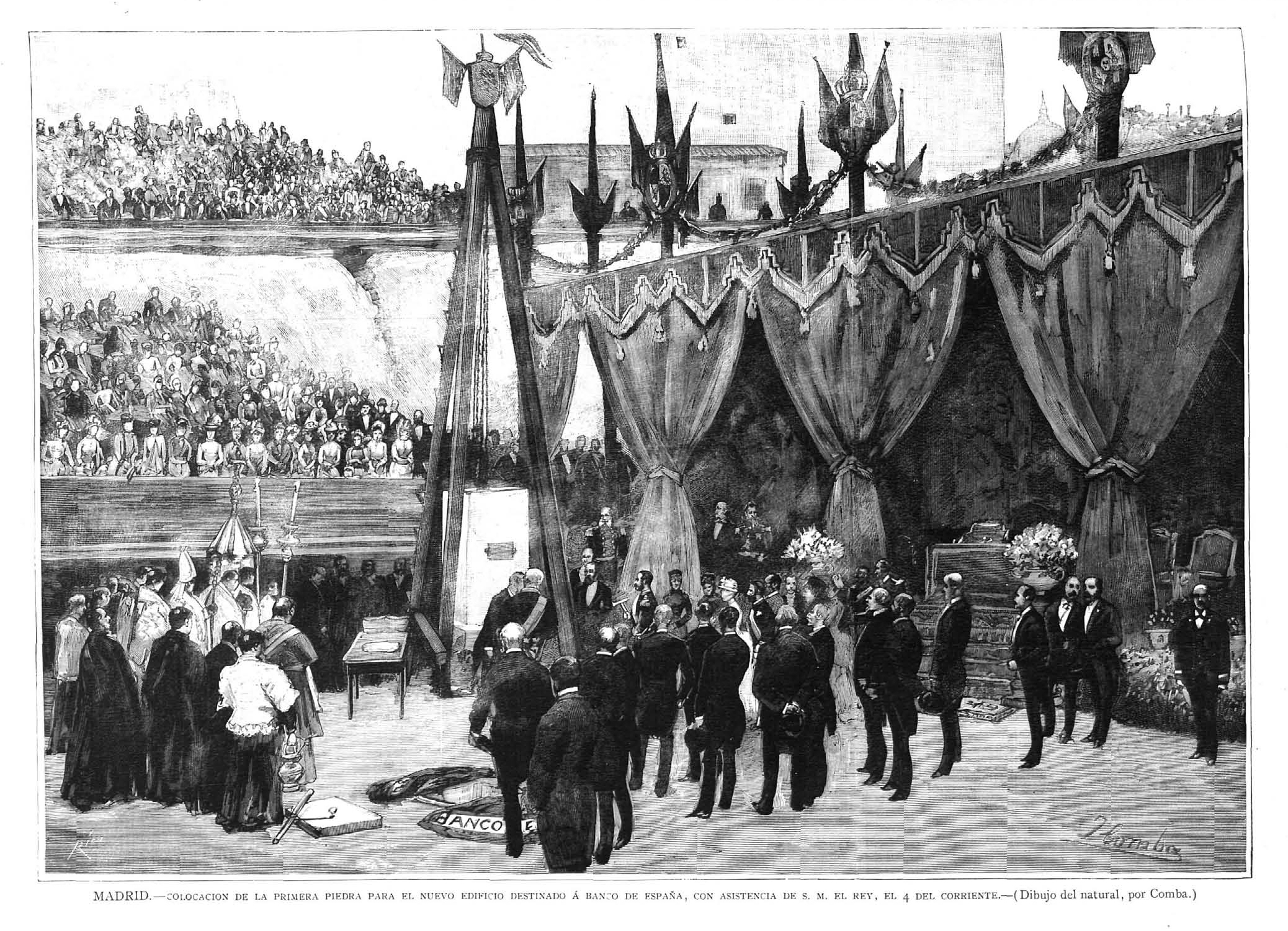
Pose de la première pierre du nouveau siège de la Banque d'Espagne, le 4 juillet 1884, en présence du roi Alphonse XII.

La Banque d'Espagne, en tant qu'institution, est créée en 1856, à la suite de la fusion de la Banco de Isabel II (es) avec la Banco de San Fernando (es) en 1847, et son premier siège était le bâtiment des Cinco Gremios Mayores (es), dans la rue d'Atocha (es).
La première pierre du bâtiment actuel a été posée en 1884 en présence du roi Alphonse XII. L'édifice, construit selon un projet des architectes Eduardo Adaro (es) et Severiano Sainz de la Lastra (es), est inauguré en 1891 par le roi Alphonse XIII.
Une première série d'agrandissements et de transformations a lieu entre 1927 et 1936, sous la direction de l'architecte José Yarnoz Larrosa (es) ; en 1944 et en 1969 sont réalisés de nouveaux aménagements intérieurs,. Les derniers travaux d'agrandissement ont lieu entre 2003 et 2006.
Le bâtiment est déclaré bien culturel en 1999.

## Chambre forte inondable
En 1936, à l'initiative de José Yarnoz Larrosa, une chambre forte de 2 500 m2 est construite entre 35 et 48 m sous terre pour abriter la réserve d'or ; selon certaines sources, elle serait équipée d'un système de sécurité permettant de la mettre sous eau en cas de menace, par le biais de deux ruisseaux canalisés vers une citerne, dont l'un alimente par ailleurs la fontaine de Cybèle,. En réalité, ce n'est pas la chambre forte elle-même qui serait inondée, mais son accès,. Aucune attaque à main armée réelle n'a été tentée depuis l'installation du système qui n'a donc encore jamais fonctionné,.
La chambre forte inondable est fracturée par les braqueurs dans la série télévisée La casa de papel,et dans le film de Jaume Balagueró en 2021 : The Vault, aussi appelé Braquage final ou Way Down).

## Collections historiques
La banque a acquis et héberge la bibliothèque du palais du Marquis de Salamanque (es), qui a été adaptée aux dimensions d'une de ses pièces, ainsi que deux escaliers Art déco provenant de ce même palais et plusieurs bronzes de Mateo Inurria.